# Edmundo Farolán Romero
Edmundo Farolán Romero (ur. 30 grudnia 1943) – filipiński poeta, prozaik i dramaturg.
Urodził się w Manili. Jego pierwszym językiem był hiszpański, w rodzinie używano jednak regularnie również angielskiego oraz tagalskiego). Uzyskał magisterium z filozofii i nauk humanistycznych na manilskim Uniwersytecie Ateneum, następnie kształcił się w zakresie języka i literatury hiszpańskiej na kilku uniwersytetach amerykańskich (między innymi Uniwersytet Alberty) i hiszpańskich (między innymi Instituto de Cultura Hispánica w Madrycie). 
Jako poeta zadebiutował wydanym w 1967 tomem Lluvias Filipinas. Opublikował kilkadziesiąt pozycji książkowych, o zróżnicowanej tematyce i profilu gatunkowym, od antologii dramatu hiszpanofilipińskiego przez zbiory wierszy, powieści czy podręczniki do nauki języka hiszpańskiego.
Jeden z czołowych przedstawicieli współczesnej kultury hiszpanofilipińskiej. Założyciel (1997) i wieloletni redaktor naczelny (do 2017) internetowego półrocznika Revista Filipina. Członek zwyczajny krajowej akademii języka hiszpańskiego (Academia Filipina de la Lengua Española, AFLE), członek korespondent Królewskiej Akademii Hiszpańskiej (RAE) od 1983. 
Podkreśla znaczenie związków z Hiszpanią oraz Ameryką Łacińską dla narodowej tożsamości. Podejmował działania na rzecz ochrony rodzimego filipińskiego dialektu języka hiszpańskiego, uważając jego zachowanie za moralny oraz patriotyczny obowiązek Filipińczyków. Krytykował działania władz w tym zakresie, wskazując w szczególności na brak oficjalnego wsparcia dla  AFLE.
Uhonorowany między innymi Nagrodą Zobla (1981) i III Nagrodą José Rizala (2017).